# Фундуља
Фундуља (рум. Fundulea) насеље је у Румунији у округу Калараш у општини Фундуља. Oпштина се налази на надморској висини од 64 m.

## Историја
Први пут се појављује као Fondele на мапи кнежевина Молдавије и Влашке из 1774. године, коју је направио Јакоб Фридрих Шмит. Први помен у писаним документима је 1778. године, у Историјским и географским мемоарима о Влашкој коју је у Лајпцигу објавио генерал Фридрих Вилхем фон Бауер.

## Становништво
Према подацима из 2002. године у насељу је живело 5887 становника.

### Попис2002.
| Расподела становништва по националности 2002.‍ | Расподела становништва по националности 2002.‍ | Расподела становништва по националности 2002.‍ | Расподела становништва по националности 2002.‍ | Расподела становништва по националности 2002.‍ |
| --------------------------------------------- | --------------------------------------------- | --------------------------------------------- | --------------------------------------------- | --------------------------------------------- |
|                                               |                                               |                                               |                                               |                                               |
| Румуни                                        | Румуни                                        |                                               | 5.392                                         | 91,6%                                         |
| Роми                                          | Роми                                          |                                               | 493                                           | 8,4%                                          |